# Сен Дени
Сен Дени (на френски: Saint Denis, френско произношение: [sɛ̃.d(ə).ni] – Сен Дьони) е град-община в департамент Сен Сен Дени в регион Ил дьо Франс във Франция.
Той е северно предградие на столицата Париж. Населението му е 100 800 жители към 1 януари 2007 г.
Името Сен Дени е често срещано наименование на топоними във франкофонските страни, произлизащо от името на свети Дени, първия епископ на Париж.
Градът е известен със своята Кралска базилика, в която са погребани свети Дени и повечето френски крале. Църквата е катедрала, седалище на епископа на Сен Дени от 1966 г.

## Побратимени градове
- Гера, Германия
- Кордоба, Испания
- Порто Алегре, Бразилия
- Северен Ланаркшър, Шотландия
- Сесто Сан Джовани, Италия
- Тузла, Босна и Херцеговина